# Evert Dolman
Evert Dolman (Róterdam, 22 de febrero de 1946-Dordrecht, 12 de mayo de 1993) fue un ciclista neerlandés, profesional entre 1967 y 1973, cuyos mayores éxitos deportivos los logró en la Vuelta a España al obtener un triunfo de etapa en la edición de 1967 y en el Tour de Flandes donde se impondría en 1971.
En 1968 logró el campeonato de los Países Bajos de ciclismo en ruta, prueba en la que también se impuso en la edición de 1967 pero fue desposeído del título al ser acusado de dopaje.
Antes de iniciar su carrera profesional logró la medalla de oro en los Juegos Olímpicos de 1964 en la prueba de contrarreloj por equipos junto a sus compatriotas Gerben Karstens, Jan Pieterse y Bart Zoet. Como amateur también se proclamó campeón del mundo ciclismo en 1966. 

## Palmarés
| 1964 - 2 etapas de la Vuelta a Austria - Campeón en los Juegos Olímpicos en los 100 km por equipos 1965 - Vuelta a Holanda Septentrional - Tour de Limburgo - 1 etapa de la Vuelta a Alemania 1966 - Campeonato Mundial en Ruta amateur 1967 - 1 etapa a la Vuelta a España | 1968 - Campeonato de los Países Bajos en Ruta 1969 - 1 etapa del Tour de Luxemburgo - 2.º en el Campeonato de los Países Bajos en Ruta 1970 - 1 etapa de la Vuelta a Andalucía 1971 - Tour de Flandes |

## Resultados en Grandes Vueltas y Campeonatos del Mundo
Durante su carrera deportiva consiguió los siguientes puestos en las Grandes Vueltas y en los Campeonatos del Mundo en carretera:
| Carrera         | 1967 | 1968 | 1969 | 1970 | 1971 | 1972 | 1973 |
| --------------- | ---- | ---- | ---- | ---- | ---- | ---- | ---- |
| Giro de Italia  | -    | -    | -    | -    | -    | -    | -    |
| Tour de Francia | -    | 56.º | 49.º | 32.º | -    | 83.º | -    |
| Vuelta a España | 54.º | -    | 30.º | Ab.  | 36.º | -    | -    |
| Mundial en ruta | -    | -    | 11.º | 26.º | 18.º | -    | -    |

-: No participa

Ab.: Abandono